# Torre degli Appiani (Marciana Marina)
La Torre degli Appiani è una torre costiera situata a Marciana Marina, sull'isola d'Elba. La sua ubicazione è presso il porticciolo della località marinara elbana.

## Storia e descrizione
La Torre, già nota nel XVI secolo come Torre della Novaglia (Novaglia è il toponimo della pianura costiera nei pressi dell'edificio, che deriva dal latino novalia, ossia campi coltivati a maggese), presenta attualmente forme attribuibili, in base a tipologie stilistiche e strutturali, alla seconda metà del Cinquecento. Un documento cinquecentesco dell'Archivio storico di Marciana descrive la tassazione portuale riguardante la torre: «Item (h)anno statuito et ordinato per i sopradetti statutarii che acciò si possa mantenere la torre alla Novaglia munita e proveduta di polvere et altre cose che a quella sono necessarie, che gli proveditori, quali saranno eletti e deputati sopra la cura e governo della detta torre, possino e devino far pagare a tutte le persone di sotto notate questa somma, cioè li padroni di qualunque barca o liuto di Marciana, ancorché le barche fossero di persone forastiere purché da detti marcianesi siano guidate, siano tenuti et obligati ogni volta che saranno tornate dal viaggio, prima che faccino conto con li loro marinari, trarre di tutta la somma delli denari che averanno guadagnato, denari dua per lira e quelli dare alli detti proveditori e qualunque controfacessi cada in pena di lire sette, d’applicarsi per li tre quarti alla detta torre et un quarto al commissario che la riscuoterà, e non di meno detti padroni siano tenuti a dar la somma sopradetta.» La struttura architettonica continuò a svolgere nel corso dei secoli quelle che erano le sue originarie funzioni di avvistamento e di difesa lungo il tratto costiero settentrionale dell'isola.
Con la definitiva caduta politica del Principato di Piombino avvenuta nel 1815, la struttura difensiva venne gradualmente dismessa dalle funzioni militari e venduta a privati, divenendo in seguito anche la residenza dello scrittore Raffaello Brignetti. Oggi la torre, dopo una lunga lotta di rivendicazione da parte dei cittadini di Marciana Marina, è tornata di proprietà del demanio.
Situata all'estremità occidentale del porto nei pressi del punto di innesto della banchina esterna alla terraferma, si presenta a pianta circolare poggiante su un basamento a scarpa a forma tronco di cono, diviso dalla parte superiore della torre da una cordonatura continua, che si interrompe nel punto di innesto della rampa esterna di scale. Quest'ultima conduce al piano rialzato, ove si trova la porta d'ingresso alla struttura difensiva, protetta dall'alto da una caditoia a tre ordini spartiti da archetti ciechi poggianti su mensolette sporgenti, che sporge dalla parte sommitale della torre ove si trova una terrazza originariamente utilizzata per funzioni di avvistamento.  In alcuni punti delle strutture murarie si aprono delle feritoie, in passato utilizzate per funzioni di difesa attiva.
Alla Torre è dedicato il 'Premio Letterario La Tore isola d'Elba' che ha raggiunto e superato la ventesima edizione dal 2005.